# Henning von Wedel
Henning Tronje Joachim von Wedel (* 1945 in Wentorf bei Hamburg) ist ein deutscher Rechtsanwalt.

## Biographie
Henning von Wedel ist ein Sohn des Landgerichtsdirektors Hasso von Wedel und der Rosemarie von dem Hagen, einer Tochter des Generalmajors Oskar von dem Hagen. Zu seinen weiteren Vorfahren zählen Heinrich Kaspar, Ewald Joachim und Wedego von Wedel.
Wedel studierte von 1965 bis 1969 Jura in Hamburg und Freiburg im Breisgau. Nach dem 1972 absolvierten zweiten Staatsexamen war er bis zur Promotion im Jahr 1975 wissenschaftlicher Mitarbeiter des Hamburger Völkerrechtlers Herbert Krüger. Seitdem ist er als Rechtsanwalt, inzwischen auch als Fachanwalt für Handels- und Gesellschaftsrecht und Wirtschaftsmediator in Hamburg tätig.
Außerdem ist er ehrenamtlich seit langem standes- und kirchenpolitisch aktiv – im Vorstand der Hamburger Rechtsanwaltskammer, in der Leitung der Nordelbischen Kirche und später der Nordkirche und als Mitglied der 12. Synode der Evangelischen Kirche in Deutschland (2016–2022). Seit 2012 ist er darüber hinaus Lehrbeauftragter für Handels- und Gesellschaftsrecht an der Universität Hamburg.
Das Entstehen und die Verfassung der Nordkirche hat v. Wedel als Vorsitzender des Rechtsausschusses der Nordelbischen Synode, als Mitglied der Verfassungsgruppe und als Vorsitzender des Rechtsausschusses der verfassunggebenden Synode der Nordkirche wesentlich mitgestaltet. Die Schlussredaktion und die Einbringung des endgültigen Verfassungstextes in die verfassunggebende Synode der Nordkirche lag in seinen Händen.
Wedel ist seit 1967 verheiratet und hat zwei Söhne.

## Auszeichnungen
- Bugenhagenmedaille (9. September 2008)

## Veröffentlichungen (Auswahl)
- Das Verfahren der demokratischen Verfassungsgebung. Dargestellt am Beispiel Deutschlands 1848/49, 1919, 1948/49. Duncker und Humblot, Berlin 1976, ISBN 978-3-428-03775-9
- mit Hermann Weber: Grundkurs Völkerrecht. Das internationale Recht des Friedens und der Friedenssicherung. Metzner, Frankfurt am Main 1977, ISBN 978-3-7875-3214-8
- Der Passage-Vertrag und Passage-Bedingungen, in: Schriften des Deutschen Vereins für Internationales Seerecht, Heft 35. Hamburg, Dt. Verein für Internationales Seerecht, Hamburg 1979
- Mitautor: Berufs- und Fachanwaltsordnung: europäische Berufsregeln - CCBE, Bundesrechtsanwaltsordnung (§§ 43 - 59m BRAO) Hrsg.: Wolfgang Hartung.  Beck, München 2012. 5. Auflage. ISBN 978-3-406-61857-4
- Mitautor: Berufs- und Fachanwaltsordnung. Bundesrechtsanwaltsordnung (§§ 43 - 59m BRAO), Hrsg.: Wolfgang Hartung, Hartmut Scharmer. Beck, München 2016, 6. Auflage. ISBN 978-3-406-67035-0
- Mitautor: Kölner Handbuch Handels- und Gesellschaftsrecht, Hrsg.: Wolf-Georg von Rechenberg, Rüdiger Ludwig. Verlag Carl Heymanns, Köln 2017. 4. Auflage. ISBN 978-3-452-28785-4